# Betagarri
Betagarri es un grupo de música ska originario del País Vasco (España). Se formó a finales del año 1993, pero no fue hasta el febrero de 1997 que grabaron su primer disco, Betagarri, publicado por Mil A Gritos Records.
La historia de este grupo de Vitoria es un poco inverosímil. Gontzo, Iñaki y Aitor ya eran colegas y acostumbraban a salir de fiesta con el nombre de guerra de Betagarri, pero no se imaginaban que acabarían formando un grupo con este nombre. Todo empezó cuando a Gontzo le tocó una guitarra eléctrica en un concurso de la televisión. Como Iñaki cantaba en un coro y Aitor solía tocar una guitarra española, empezaron a tocar algunas cosillas y fueron conociendo más gente.
Dos años más tarde de su primer disco, en 1999, publicaron el disco "Arren Erro Zaharra" con Mil A Gritos Records que fue su confirmación. Canciones como "Arren Erro Zaharra" o "Verde" se convirtieron en éxitos. Un año más tarde publicaron "80/00". Un disco con versiones de canciones de otros grupos vascos de entre 1980 y 2000, en homenaje a dichos grupos. 
Tras los discos "Freaky Festa", "Remix" y "Arnasa Hartu", en 2004 publicaron el disco en directo "Zuzenena" con canciones de todos sus discos anteriores en formato CD+DVD. 
Posteriormente publicaron los discos "Hamaika Gara" y "Bizitzari Txistuka". En 2012 publicaron su décimo disco, Zorion Argiak. Un disco doble con 23 canciones nuevas repleto de colaboraciones con  artistas amigos de la banda.
Giran habitualmente por Europa, han visitado ya Japón, Estados Unidos y Argentina. 
En 2007 compusieron la canción del Araba Euskaraz de La Puebla de Arganzón llamada "Garenaren Jostun". En 2009 compusieron la canción oficial de la Korrika cuyo lema fue "Ongi Etorri". 
La formación ha ido variando poco a poco a lo largo de los años. Durante la grabación del disco "Arren Erro Zaharra" entró como batería Iker Uriarte. Más adelante, en 2004, Gonzalo dejó el grupo siendo sustituido por Aitor Aguirre; en el disco en directo aparece tocando dos canciones como despedida. Para la grabación del disco "Hamaika Gara" se unió Iosu como bajista, participando junto a Pablo, anterior bajista. Ya en 2007, Aitor Ruiz de Arbulo anunció su retirada en un concierto en el Arenal de Bilbao y se despidió tocando la canción "Historia triste" de Eskorbuto.

## Miembros

### Formación actual
- Iñaki Ortiz de Villalba (voz)
- Iker Uriarte (batería)
- Iosu Izagirre (bajo)
- Aitor Aguirre (guitarra)
- Unai Lobo (trompeta)
- David Gaviña (saxo)
- Mikel Sanz (trombón)

### Miembros anteriores
- Aitor Ruiz de Arbulo (guitarra)
- Pablo Rodríguez "Txakal"(bajo)
- Gonzalo Zaldibar (guitarra)
- Miguel Ángel Martín (batería).

## Discografía
- Maketa, (1994)
- Betagarri, (1997)
- Arren Erro Zaharra, (1999)
- 80/00, (2000)
- Freaky Festa, (2000)
- Remix, (2001)
- Arnasa Hartu, (2002)
- Zuzenena, (2004)
- Hamaika gara, (2006)
- Bizitzari txistuka, (2009)
- Zorion Argiak, (2012)
- 20 Urte Zuzenean (2014)

## Premios de la música independiente
En el año 2013, el grupo recibió en Madrid el premio a la Mejor Producción en Euskera de 2012 en la Gala de los Premios de la Música Independiente, por su disco “Zorion Argiak”.

## Firma de discos
En 2014 salió a la venta el nuevo trabajo de Betagarri “20 Urte Zuzenean”, un CD junto a un DVD que habían sido grabados en directo durante los conciertos que el grupo ofreció en Vitoria, Bilbao y San Sebastián en el verano de 2013. 
También se avisa de los festivales que tuvieron lugar en verano y las presentaciones oficiales en tiendas junto a las firmas de discos y conciertos. Estas fueron las siguientes fechas:
30 de abril - Festival Viña Rock. En Villarrobledo, Albacete.
6 de mayo - Fnac Donosti. A las 19’00 h. Concierto y firma de discos.
9 de mayo - Media Markt Vitoria. A las 19’00 h. Concierto y firma de discos.
16 de mayo - Media Markt Barakaldo. A las 19’00 h. Concierto y firma de discos.
30 de mayo - Festival Mundumira. En Mondragón.
20 de junio - Derrame Rock. En Orense.
8 de agosto - Fiestas de Vitoria. En la Plaza de los Fueros, Vitoria.
16 de agosto -  Aupa Lumbreiras. En Villena, Alicante.